# Martyna Swatowska-Wenglarczyk
Martyna Swatowska-Wenglarczyk (født 8 juli 1994) er en polsk fægter, der specialiserer sig i kårde.
Hun repræsenterede Polen ved sommer-OL 2024 i Paris, hvor hun vandt bronze i holdkonkurrencen.